# Námestie SNP (Bratislava)

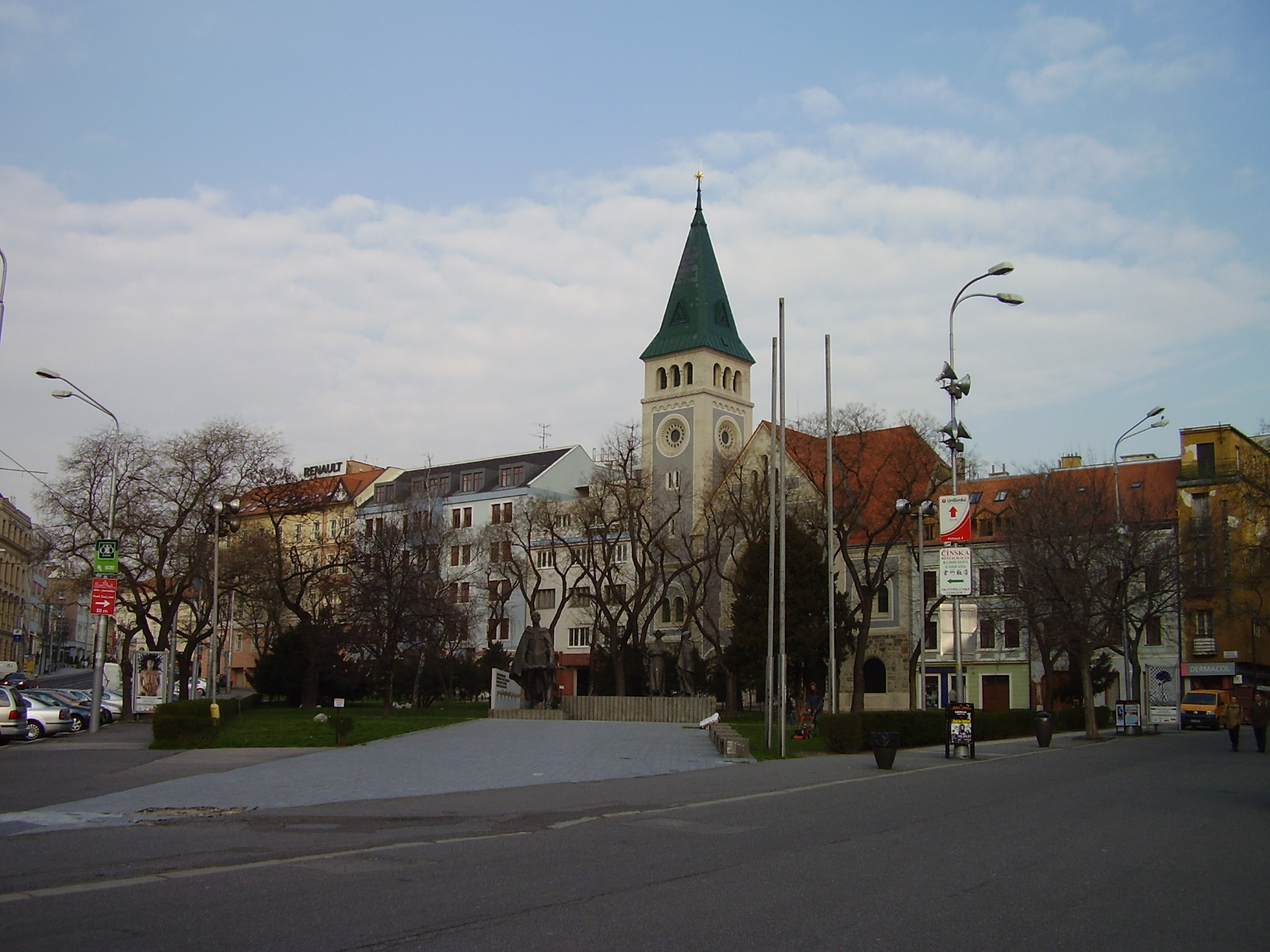
Calvinistische Kirche und SNP-Denkmal am Platz

Námestie SNP, kurz für Námestie Slovenského národného povstania (deutsch Platz des Slowakischen Nationalaufstandes) ist ein Platz in der slowakischen Hauptstadt Bratislava. Er liegt nordöstlich des historischen Stadtkerns, zwischen dem Steinplatz östlich und dem Hurban-Platz (Kreuzung mit Straßen Michalská und Obchodná) westlich des Platzes.

## Wichtige Objekte

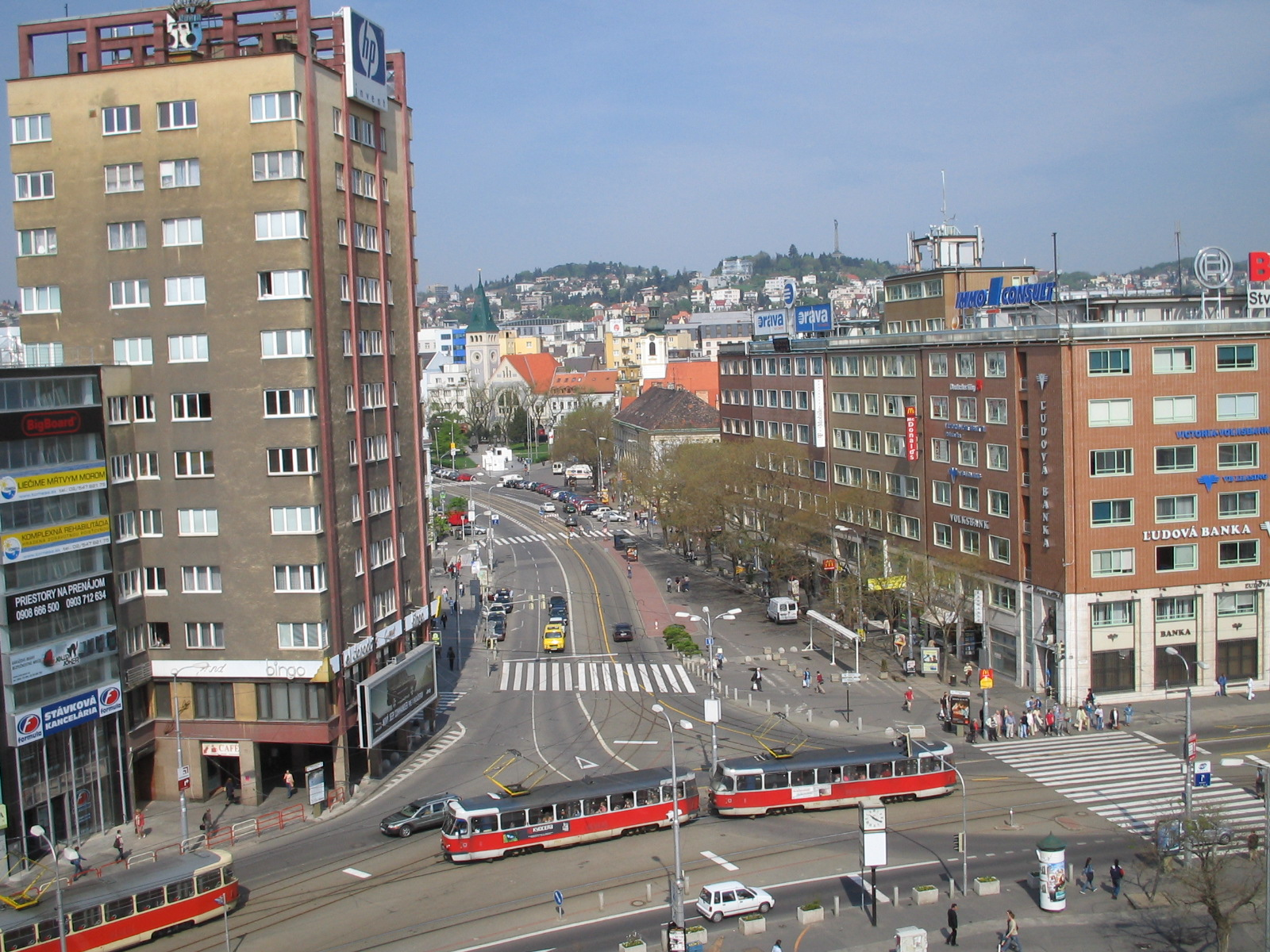
Blick auf den unteren Teil des Platzes (2006)

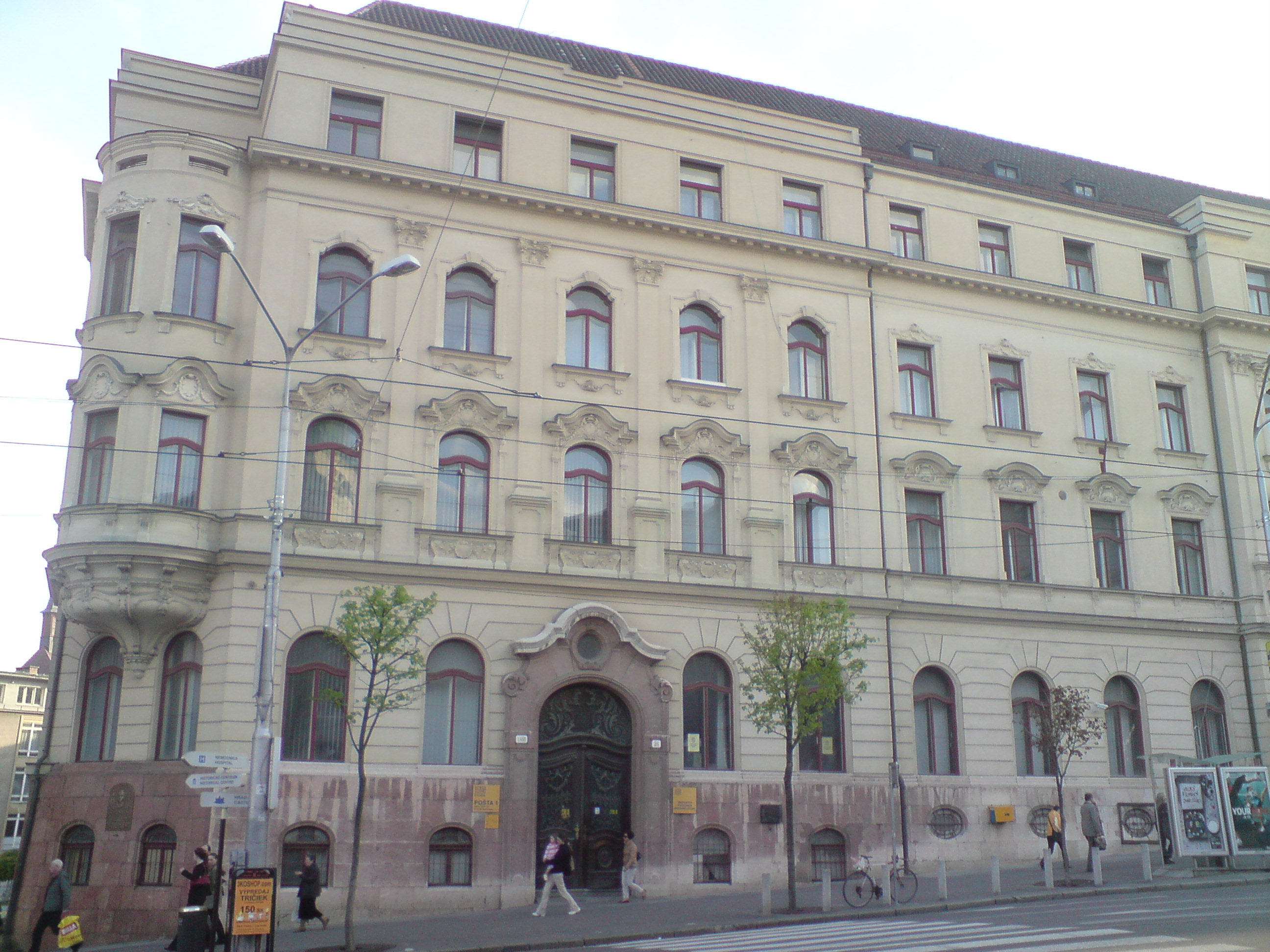
Altes Hauptpostamt

Im oberen Teil des Platzes, an der Nr. 4, findet man die calvinistische Kirche (slowakisch kalvínsky kostol) im neoromanischen Stil aus dem Jahr 1913, vor der Kirche steht das SNP-Denkmal mit drei Statuen aus der Werkstatt des slowakischen Bildhauers Ján Kulich aus dem Jahr 1974. An der Nordostseite stehen Kirche und Kloster der Barmherzigen Brüder (slowakisch Kostol a kláštor milosrdných bratov) aus dem Anfang des 18. Jahrhunderts. An der Südwestecke steht das alte Hauptpostamt (Nr. 34 und 36) aus dem Jahr 1912, ein Werk des Architekten Gyula Pártos. Ein paar Meter darunter findet man das 1925 fertiggestellte Gebäude des Geldinstituts Tatra banka, dem heutigen Sitz des slowakischen Kulturministeriums.
Das funktionalistische Gebäude des Kaufhauses Dunaj (Nr. 30, slowakisch Obchodný dom Dunaj) wurde 1936 nach einem Projekt des örtlichen Architekten Christian Ludwig binnen 90 Tagen gebaut. An der Ostseite findet man die alte Markthalle (slowakisch Stará tržnica) aus dem Jahr 1910. Vor der Markthalle stehen überdachte unterirdische Fundamente der mittelalterlichen Jakobskapelle aus dem frühen 11. Jahrhundert. An der Kreuzung mit der Straße Štúrova, gegenüber dem Steinplatz, befindet sich das 45 Meter hohe Hochhaus (Nr. 23), das nach dem Bauherrn, dem Unternehmer Rudolf Manderla, umgangssprachlich als Manderlák bekannt ist und als erstes Hochhaus Bratislavas gilt.
Der Platz ist als „schwache“ Fußgängerzone eingerichtet, mit durchgehender Straßenbahnverbindung und begrenztem motorisierten Individualverkehr.

## Historisches

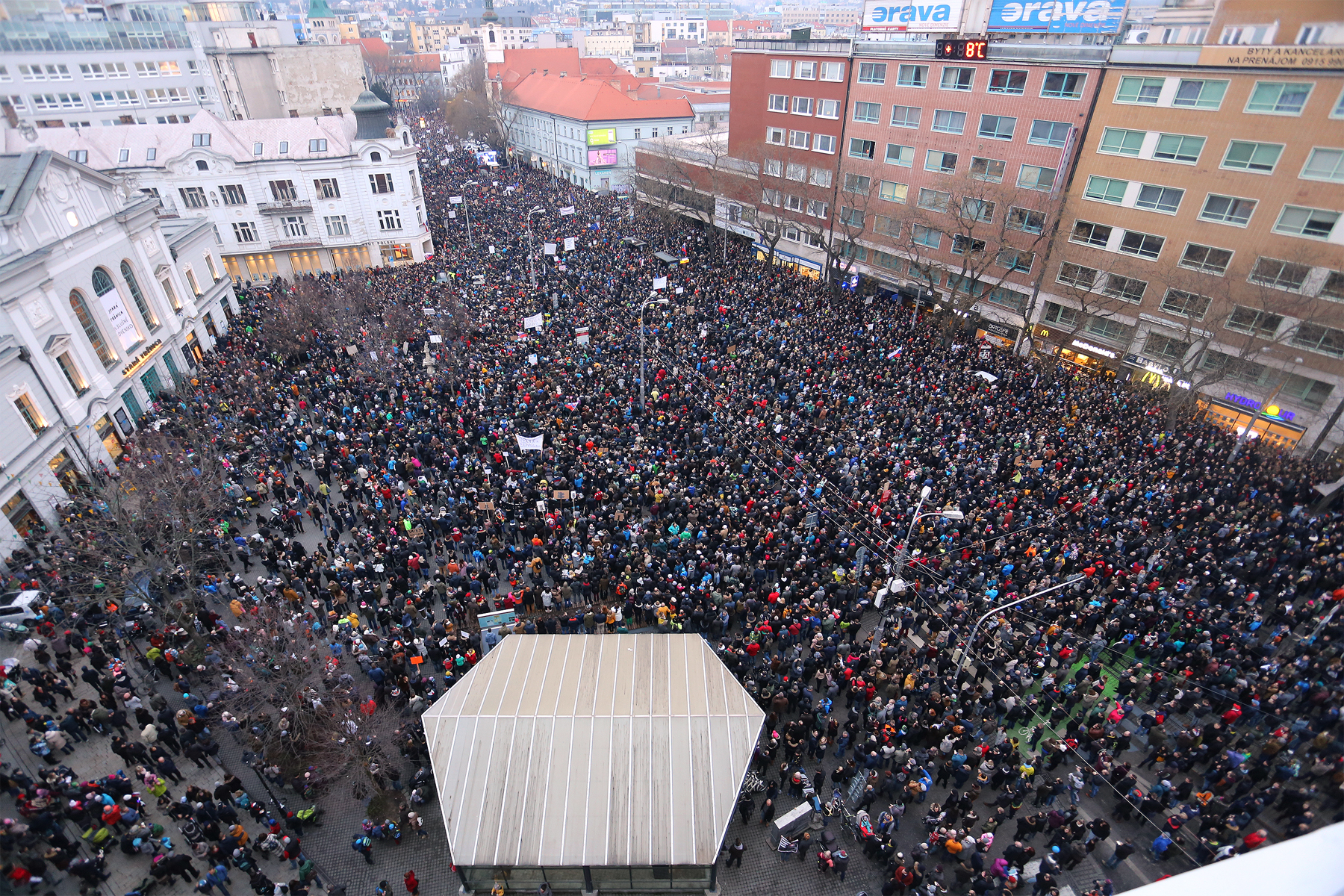
Großdemonstration nach dem Fall des ermordeten Journalisten Ján Kuciak, 9. März 2018

Der Standort des heutigen Platzes befand sich außerhalb der historischen Stadtmauern und wurde zwecks effektiver Verteidigung von permanenter Bebauung leer gehalten. Daher wurde der Platz vor allem als Marktplatz genutzt, wo vor allem Händler außerhalb der Stadt sich aufhielten. 1461 wurde der Platz als Brot Markt erwähnt. Anfang des 18. Jahrhunderts zog hier der Getreidemarkt um, des Weiteren hatten Gemüsehändler, Metzger, Schlosser, Schmiede und Steinmetze ihren Platz hier. Rund um den Marktplatz entstanden mehrere Gaststätten, eine davon trug den unüblichen Namen Flucht in Egypten. Der Platzbereich war allerdings zwischen drei verschiedenen Plätzen geteilt: dem Barmherzigenplatz, der Tändlerzeile und dem Getreidemarkt. Der Getreidemarkt hieß seit dem späten 18. Jahrhundert Geflügelmarkt oder auch Grünerplatz, nach der vorherrschenden Ausrichtung der dortigen Märkte (Gemüse, Obst, Eier und Geflügel). Der Barmherzigenplatz hieß in einer Karte aus den Jahren 1849–1850 Haynauplatz. 1879 wurden die drei Plätze vereinigt und der so entstandene Platz erhielt offiziell den Namen Marktplatz und war im frühen 20. Jahrhundert Austragungsort von vier Jahrmärkten.
In der Zeit des Ersten Weltkriegs trug der Platz den Namen des deutschen Kaisers Wilhelm II. 1921, kurz nach der Entstehung der Tschechoslowakei, wurde er in Republikplatz umbenannt. Später hieß er Hlinka-Platz und 1949–1962 Stalinplatz.
Seit 1962 trägt der Platz den heutigen Namen.
Der Platz war und ist Schauplatz von Demonstrationen, wie zum Beispiel von Demonstrationen im Verlauf der Samtenen Revolution im November 1989. Fast genau zum 30. Jahrestag erhielt der untere Teil des Platzes (vor der alten Markthalle) am 15. November 2019 den Namen Námestie Nežnej revolúcie (wörtlich Platz der Zarten Revolution).